# Powiat Kłodzki
Der Powiat Kłodzki ist ein Powiat (Kreis) in der Woiwodschaft Niederschlesien in Polen. Der Powiat umfasst im Wesentlichen die Gebiete der früheren Grafschaft Glatz bzw. der früheren Landkreise Glatz und Habelschwerdt sowie von 1855 bis 1932 den Landkreis Neurode. Der Powiat hat eine Fläche von 1643,37 km², auf der etwa 159.000 Einwohner leben.

## Gemeinden
Der Powiat umfasst vierzehn Gemeinden.
Stadtgemeinden
- Duszniki-Zdrój (Bad Reinerz)
- Kłodzko (Glatz)
- Kudowa-Zdrój (Bad Kudowa)
- Nowa Ruda (Neurode)
- Polanica-Zdrój (Altheide-Bad)

Stadt- und Landgemeinden
- Bystrzyca Kłodzka (Habelschwerdt)
- Lądek-Zdrój (Bad Landeck)
- Międzylesie (Mittelwalde)
- Radków (Wünschelburg)
- Stronie Śląskie (Seitenberg)
- Szczytna (Rückers)

Landgemeinden
- Kłodzko
- Lewin Kłodzki (Lewin)
- Nowa Ruda